# El Triunfo, Quimixtlán
El Triunfo är en ort i Mexiko.   Den ligger i kommunen Quimixtlán och delstaten Puebla, i den sydöstra delen av landet, 210 km öster om huvudstaden Mexico City. El Triunfo ligger 2 515 meter över havet och antalet invånare är 956.
Terrängen runt El Triunfo är kuperad åt nordost, men åt sydväst är den bergig. Runt El Triunfo är det ganska glesbefolkat, med 36 invånare per kvadratkilometer. Närmaste större samhälle är Rafael J. García, 3,3 km norr om El Triunfo. I omgivningarna runt El Triunfo växer i huvudsak blandskog.